# Vicariat apostolique de l'archipel des Comores
Le vicariat apostolique de l'archipel des Comores (en latin : Apostolicus Vicariatus Insularum Comorensium) est une Église particulière de l'Église catholique. Son siège est à Moroni, la capitale de l'union des Comores.

## Géographie

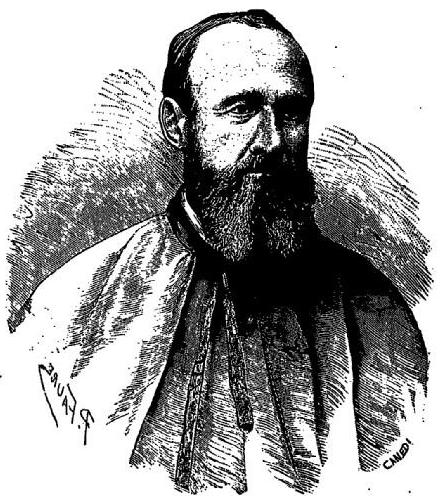
Victor-Marie Guilloux, préfet apostolique des Petites Îles malgaches de 1879 à 1882.

Le vicariat couvre l'archipel des Comores : les îles de Grande Comore, Anjouan et Mohéli, qui forment l'union des Comores, et les îles de Grande-Terre et Petite-Terre, qui forment le département français d'outre-mer de Mayotte.

## Histoire
Par le traité du 25 avril 1841, le sultan de Mayotte, Andrian Souli, cède l'île à la France. Le 10 février 1843, le roi des Français, Louis-Philippe Ier ratifie le traité et, le 13 juin, le commandant Pierre Passot prend possession de l'île.
Le 4 septembre 1848, le pape Pie IX érige la préfecture apostolique de Mayotte, Sainte-Marie et Nossi-Bé.
Le  27 janvier 1851, elle est étendue à Anjouan, Grande Comore et Mohéli.
En 1887, l'île Sainte-Marie est rattachée au vicariat apostolique de Madagascar.
Le 14 juin 1938, le siège de la préfecture apostolique est transféré de Nossi-Bé à Ambanja et prend le nom de préfecture apostolique d'Ambanja.
En 1946, l'archipel des Comores devient un territoire d'outre-mer distinct de Madagascar, mais n'est pas détaché de la préfecture apostolique.
Par la constitution apostolique Ad potioris dignitatis du 8 mars 1951, le pape Pie XII élève la préfecture apostolique au rang de vicariat apostolique.
Par la bulle Dum tantis du 14 septembre 1955, Pie XII érige le vicariat apostolique en diocèse.
En 1958, l'archipel des Comores reste un territoire d'outre-mer, alors que Madagascar devient un État membre de la Communauté qui accède finalement à l'indépendance en 1960.
Par le décret Quo aptius du 5 juin 1975, la sacrée congrégation pour la propagation de la foi en détache l'archipel des Comores et l'érige en administration apostolique.
Le 6 juillet 1975, les îles de Grande Comore, Anjouan et Mohéli accèdent à l'indépendance. Mayotte reste un territoire d'outre-mer.
Par la constitution apostolique Divini Salvatoris du 1er mai 2010, le pape Benoît XVI élève l'administration apostolique au rang de vicariat apostolique. Le même jour, il nomme Charles Mahuza Yava, premier vicaire apostolique.
En 2011, Mayotte devient un département d'outre-mer.

## Paroisses
Le vicariat compte deux paroisses. La paroisse Sainte-Thérèse-de-l'Enfant, à Moroni, dessert les trois îles d'Anjouan, Grande-Comores et Mohéli. La paroisse Notre-Dame-de-Fatima (1957), à Mamoudzou, dessert l'île de Mayotte. Son église filiale, Saint-Michel, à Dzaoudzi, dessert Petite-Terre.

## Administrateurs et vicaires

### Administrateurs apostoliques des Comores
- 1975-1980 : Léon Messmer, Capucins (O.F.M. Cap.) ;
- 1980-1983 : Jean Berchmans Eugène Jung, O.F.M. Cap. ;
  - 1988-1991 : Jean Péault, , Missions étrangères de Paris (M.E.P.), pro-administrateur ;
  - 1991-1997 : Gabriel Franco Nicolai, O.F.M. Cap., pro-administrateur ;
  - 1997-1998 : Jean Péault, M.E.P., pro-administrateur ;
- 1998-2006 : Jan Szpilka, Salvatoriens (S.D.S.) ;
- 2006-2010 : Jan Geerits, S.D.S.

### Vicaires apostoliques des Comores
- Depuis 2010 : Charles Mahuza Yava, S.D.S.